# Gran Premio Pino Cerami
El Gran Premio Pino Cerami (oficialmente: Grand Prix Pino Cerami) es una carrera ciclista de un día belga que se disputa en la provincia de Hainaut.
La carrera, creada en 1964 por el club ciclista Wasmuellois, tomó su nombre del ciclista italiano, nacionalizado belga, Pino Cerami. Se disputó hasta 1995 alrededor de la comuna de Wasmuel aunque las dificultades financieras, que ya habían provocado la anulación de la edición de 1993, provocaron su traslado a Saint-Ghislain. En 1997 la carrera tampoco se llegó a disputar lo que provocó un nuevo cambio en su recorrido situándose la llegada de la prueba en Grand-Hornu. Desde la creación de los Circuitos Continentales UCI en 2005 forma parte del UCI Europe Tour desde 2005 en la categoría 1.1, anteriormente era de categoría 1.3. En 2009 la carrera no se disputó.

## Palmarés
| Año                       | Ganador                | Segundo              | Tercero                 |           |
| ------------------------- | ---------------------- | -------------------- | ----------------------- | --------- |
| 1964                      | André Noyelle          | Jozef Schils         | Willy Bocklandt         |           |
| 1965                      | Jan Boonen             | Jan Nolmans          | Willy Van den Eynde     |           |
| 1966                      | Eddy Merckx            | Robert Lelangue      | Frans Brands            |           |
| 1967                      | Willy Planckaert       | Carmine Preziosi     | Willy Monty             |           |
| 1968                      | Julien Stevens         | Willy Planckaert     | Jan Harings             |           |
| 1969                      | Frans Mintjens         | Herman Van Springel  | Harry Steevens          |           |
| 1970                      | Andre Dierickx         | Pol Mahieu           | Willy Monty             |           |
| 1971                      | Georges Van Coningsloo | Antoine Houbrechts   | Marian Polansky         |           |
| 1972                      | Christian Callens      | Ludo Van Staeyen     | Roger de Vlaeminck      |           |
| 1973                      | Ferdinand Bracke       | Rik Van Linden       | Herman Vrijders         |           |
| 1974                      | Marc Demeyer           | Dirk Baert           | Rik Van Linden          |           |
| 1975                      | Eddy Verstraeten       | Rik Van Linden       | Frans Verbeeck          |           |
| 1976                      | Willy Teirlinck        | Frans Verbeeck       | Guido Van Sweevelt      |           |
| 1977                      | Joseph Jacobs          | Bert Pronk           | Jos Schipper            |           |
| 1978                      | Gerrie Knetemann       | Barry Hoban          | Wilfried Wesemael       |           |
| 1979                      | Daniel Verplancke      | Mario Mariotti       | Rik Van Linden          |           |
| 1980                      | Joop Zoetemelk         | Paul Wellens         | Willy Maessen           |           |
| 1981                      | Joop Zoetemelk         | Ad Wijnands          | Ronny Claes             |           |
| 1982                      | Ronny Van Holen        | John Herety          | Benjamin Vermeulen      |           |
| 1983                      | Bernard Hinault        | Jostein Wilmann      | Guido Van Calster       |           |
| 1984                      | Gerrie Knetemann       | Bert Van Ende        | William Tackaert        |           |
| 1985                      | Paul Haghedooren       | Marc Madiot          | Ronny Van Holen         |           |
| 1986                      | Urs Freuler            | Heinz Imboden        | Federico Ghiotto        |           |
| 1987                      | Rolf Sørensen          | Luciano Boffo        | Alfred Achermann        |           |
| 1988                      | John Talen             | Stefan Joho          | Rolf Sørensen           |           |
| 1989                      | Stefan Joho            | Teun van Vliet       | Benjamin Van Itterbeeck |           |
| 1990                      | Maximilian Sciandri    | Andréi Chmil         | Søren Lilholt           |           |
| 1991                      | Andréi Chmil           | Maurizio Fondriest   | Frans Maassen           |           |
| 1992                      | Laurent Dufaux         | Frans Maassen        | Maurizio Fondriest      |           |
| 1993 edición no disputada |                        |                      |                         |           |
| 1994                      | Michele Bartoli        | Luca Scinto          | Silvio Martinello       |           |
| 1995                      | Fabiano Fontanelli     | Francesco Casagrande | Felice Puttini          |           |
| 1996                      | Marco Serpellini       | Beat Zberg           | Felice Puttini          |           |
| 1997 edición no disputada |                        |                      |                         |           |
| 1998                      | Marco Serpellini       | Biagio Conte         | Scott Sunderland        |           |
| 1999                      | Fabrizio Guidi         | Biagio Conte         | Miguel Van Kessel       |           |
| 2000                      | Jan Bratkowski         | Michel Vanhaecke     | Miguel Van Kessel       |           |
| 2001                      | Scott Sunderland       | Roger Hammond        | Fred Rodríguez          |           |
| 2002                      | Kirk O'Bee             | Dave Bruylandts      | Serge Baguet            |           |
| 2003                      | Bart Voskamp           | Stefano Casagranda   | Gabriele Balducci       |           |
| 2004                      | Nico Sijmens           | Martin Elmiger       | Thomas Dekker           |           |
| 2005                      | Kai Reus               | Bert De Waele        | Carlos Barredo          |           |
| 2006                      | Sebastian Langeveld    | Johan Coenen         | Bart Dockx              |           |
| 2007                      | Luca Solari            | Marco Marcato        | Bert De Waele           |           |
| 2008                      | Patrick Calcagni       | Giovanni Visconti    | James Vanlandschoot     |           |
| 2009 edición no disputada |                        |                      |                         |           |
| 2010                      | Jure Kocjan            | Stefan van Dijk      | Marco Marcato           |           |
| 2011                      | Bert Scheirlinckx      | Marco Marcato        | Ben Hermans             |           |
| 2012                      | Gaëtan Bille           | Romain Feillu        | Jonas Van Genechten     |           |
| 2013                      | Jonas Van Genechten    | Romain Feillu        | Andris Smirnovs         |           |
| 2014                      | Alessandro Petacchi    | Jonas Van Genechten  | Daniele Colli           |           |
| 2015                      | Philippe Gilbert       | Danny van Poppel     | Tom Devriendt           |           |
| 2016                      | Jelle Wallays          | Jérôme Baugnies      | Christopher Latham      |           |
| 2017                      | Wout van Aert          | Jean-Pierre Drucker  | Dries Devenyns          |           |
| 2018                      | Peter Kennaugh         | Jérôme Baugnies      | Benjamin Declercq       |           |
| 2019                      | Bryan Coquard          | Benjamin Declercq    | Jakub Mareczko          |           |
| 2020                      | cancelada              | cancelada            | cancelada               | cancelada |
| 2021                      | cancelada              | cancelada            | cancelada               | cancelada |
| 2022 edición no disputada |                        |                      |                         |           |
| 2023                      | James Fouché           | Lars Boven           | Marius Macé             |           |
| 2024                      | Sente Sentjens         | Tom Van Asbroeck     | Andreas Stokbro         |           |

## Palmarés por países
| País           | Victorias |
| -------------- | --------- |
| Bélgica        | 25        |
| Países Bajos   | 8         |
| Italia         | 7         |
| Suiza          | 4         |
| Reino Unido    | 2         |
| Francia        | 2         |
| Australia      | 1         |
| Dinamarca      | 1         |
| Alemania       | 1         |
| Ucrania        | 1         |
| Eslovenia      | 1         |
| Estados Unidos | 1         |
| Nueva Zelanda  | 1         |

## Estadísticas

### Más victorias
| Ciclista         | Victorias | Años       |
| ---------------- | --------- | ---------- |
| Gerrie Knetemann | 2         | 1978, 1984 |
| Joop Zoetemelk   | 2         | 1980, 1981 |
| Marco Serpellini | 2         | 1996, 1998 |